# U. J. Esuenestadion
Het U. J. Esuenestadion is een multifunctioneel stadion in Calabar, Nigeria. Het stadion wordt meestal gebruikt voor voetbalwedstrijden. De voetbalclub Calabar Rovers F.C. speelt in dit stadion zijn thuiswedstrijden. In het stadion, dat werd geopend in 1977, kunnen 16.000 toeschouwers. 

## Toernooien
Van 3 april tot en met 24 april 1999 was in Nigeria het Wereldkampioenschap voetbal onder 20 jaar. Er waren 3 wedstrijden in groep F en de achtste finale tussen Brazilië en Kroatië (4–0). In 2003 werd dit stadion gebruikt voor de Afrikaanse Spelen, die werden gehouden van 5 oktober 2003 tot 17 oktober 2003. In 2009 werd in dit stadion het Wereldkampioenschap voetbal onder 17 jaar gespeeld. Dat toernooi werd van 24 oktober tot en met 15 november 2009 in Nigeria gehouden. In dit stadion werden 6 groepswedstrijden, de achtste finale tussen Iran en Uruguay (1–2) en de kwartfinale tussen Zuid-Korea en Nigeria (1–3) gespeeld.